# Devotion (canción de Hurts)
"Devotion" es una canción del dúo Hurts con la colaboración de Kylie Minogue para el disco de Hurts Happiness. La canción por el momento no ha sido lanzada como sencillo; pero muchos esperan que lo sea.

## Información de la canción

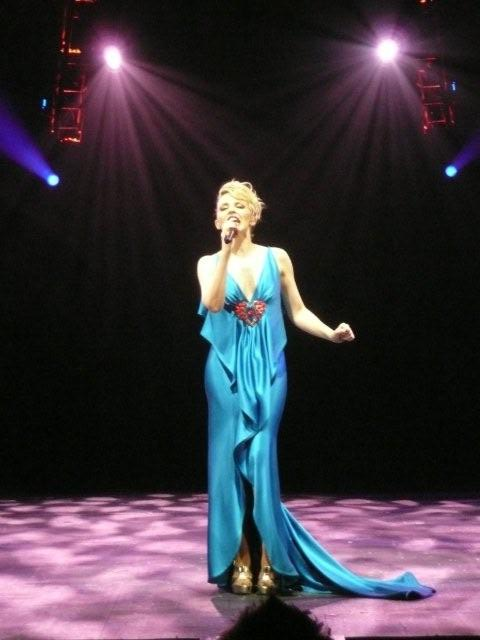
La cantante Kylie Minogue, invitada en la pista.

Con la gran crítica que tuvieron sus sencillo Better Than Love y Wonderful Life, todos esperaban el álbum Happiness. Por ello el dúo dio a entender que el álbum trataba sobre el amor, la infidelidad y las mujeres, pero cuando este se encontraba terminado comentaron que les faltaba algo; el álbum hablaba sobre las mujeres y no había ninguna voz de una.

Hace unas semanas terminamos nuestro álbum, pero estaba incompleto, el álbum habla especialmente sobre las mujeres, y estaba perdido sin la voz de una mujer...
Theo Hutchcraft

Según Hurts, ellos son muy fanáticos de Minogue, y se puede comprobar cuando el dúo hizo su cover de "Confide in me" un clásico de Kylie, e invitaron a la cantante a que cantara con ellos.

Nos tomamos de mucho coraje para pedirle que cantara con nosotros, y ella dijo que si; sin dudarlo
Theo Hutchcraft

Es un caso muy extraño que Kylie Minogue se involucre con ellos; ya que ella es de Emi Music y ellos de Sony Music. También paso con el grupo Scissor Sisters que salieron de gira con ellos siendo también de otra discográfica.
Existe también una versión Demo de 3:49 minutos, sin la cantante, y con un sonido más baládico, que se incluyó en la versión Deluxe de Happiness.

## En vivo
La canción es parte de 'Happiness Tour', pero en esta versión es interpretada solo por Theo Hutchcraft. El 7 de noviembre de 2011, la cantante Kylie Minogue, subió al escenario donde interpretó junto a ellos la canción, además de una versión dúo del clásico de Minogue, y que se estaba cantando en la gira solo por Theo, Confide in Me.